# Спатагорі
Спатагорі (груз. სპათაგორი) — село в Грузії.
За даними перепису населення 2014 року в селі проживає 106 осіб.